# Grands Boulevards
Die Grands Boulevards [ɡʁɑ̃ bulvaʁ] (französisch, deutsch: große Boulevards) sind die ältesten Boulevards von Paris. Sie folgen dem Verlauf der ehemaligen Stadtmauer von Ludwig XIII. und bilden heute auf dem nördlich der Seine gelegenen Rive Droite eine halbkreisförmige Verkehrsachse zwischen der Place de la Madeleine im Westen und der Place de la Bastille im Osten.

## Geschichte

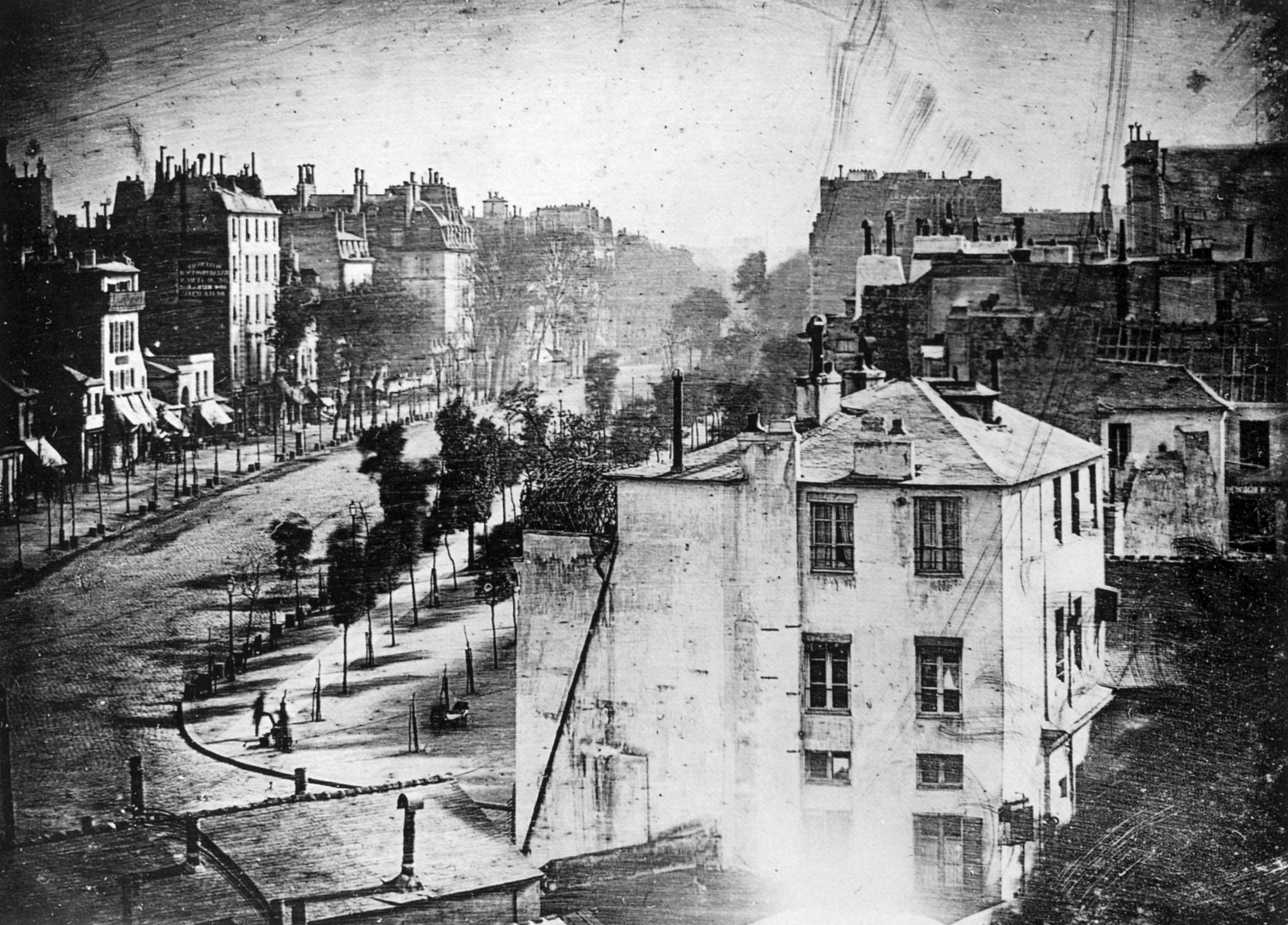
Der Boulevard du Temple, 1838

Boulevard Beaumarchais (1907)

Ludwig XIV. ließ ab 1668 die nördliche Pariser Stadtmauer abtragen, die unter Karl V. angelegt und unter Ludwig XIII. nach Westen erweitert worden war. Unter der Leitung des Architekten Pierre Bullet wurde bis 1705 auf der entstandenen Freifläche der so genannte Nouveau Cours angelegt, baumbestandene Chausseen zwischen den alten Stadttoren Porte Saint-Honoré (heute Place de la Madeleine) und der Porte Saint-Antoine an der Bastille. Die so entstandene Promenade bekam bald ihren Namen von der nördlich der Bastille gelegenen Bastion Grand Boulevart. Das französische Wort boulevard bezeichnete seit dem Mittelalter eine Stadtmauer (aus niederländisch bollwerc ‚Bollwerk‘).
Es gab zwei Projekte innerhalb der „boulevard intérieur“, die nördlichen („boulevard du Nord“) und südlichen („boulevard du Midi“). Ihre Bezeichnung weist auf ihre (heutige) Lage hin, denn die nördlichen liegen im Rive Droite (also nördlich der Seine), die südlichen entsprechend im Rive Gauche (südlich der Seine). Die nördlichen mit einer Länge von 2.643 Metern wurden ursprünglich in 12 Sektionen aufgeteilt, und zwar die Boulevards Bourdon und Saint Antoine (heute: Boulevard Beaumarchais; 750 m), des Filles-du-Calvaire (210 m), du Temple (405 m), Saint-Martin (470 m), Saint Denis (210 m), de Bonne Nouvelle (347 m), Poissonière (351 m), Montmartre (215 m), des Italiens (390 m), des Capucines (440 m) und de la Madeleine (220 m). Die nördlichen Boulevards wurden 1704 fertiggestellt, die südlichen erst 1761. Die Kernsektion hiervon – zwischen dem Boulevard de la Madeleine an der La Madeleine und dem Boulevard Beaumarchais am Place de la Bastille – werden seit 1785 Grands Boulevards genannt. Der Boulevard Beaumarchais hatte einen 18 Meter breiten Mittelstreifen und wurde am 7. Juni 1670 als einer der ersten in Auftrag gegeben. Die Grands Boulevards entwickelten sich im 18. Jahrhundert zu Vergnügungsmeilen mit Ballsälen, Bordellen und Boulevardtheatern.
Im Zweiten Kaiserreich nahm der Pariser Präfekt Georges-Eugène Haussmann die Grands Boulevards als ein Vorbild für die Umgestaltung der damals noch mittelalterlich strukturierten Stadt. Ab 1853 ließ Haussmann nach einer Idee von Kaiser Napoleon III. und nach dem Vorbild von London oder Berlin eine Reihe weiterer Boulevards als Prachtstraßen quer durch die Stadt anlegen. Unzählige Häuser in der Innenstadt wurden dafür abgerissen.

## Charakteristik

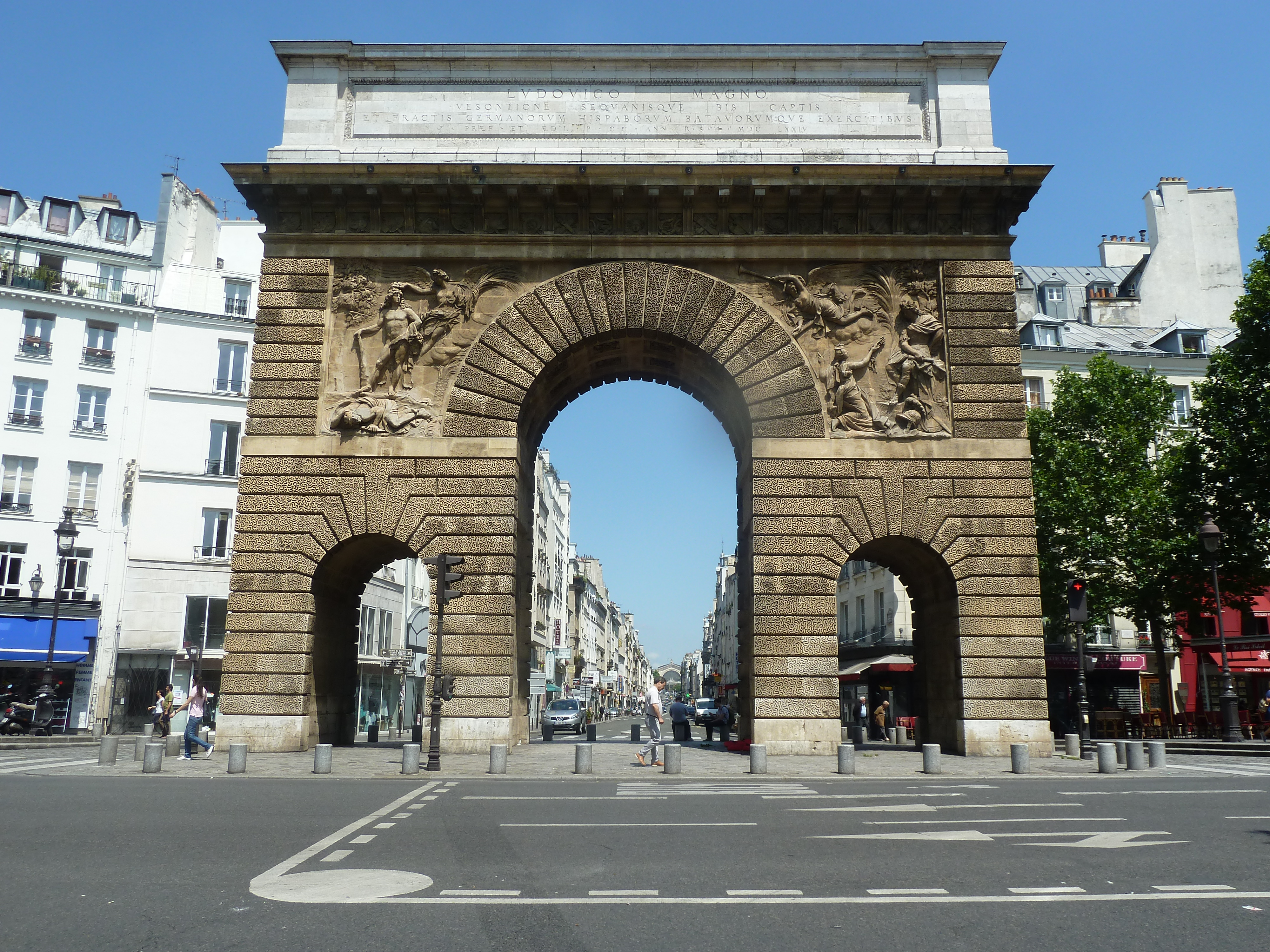
Boulevard Saint-Denis mit Porte Saint-Martin (2014)

Die Grands Boulevards sind breite Alleestraßen mit meist baumbestandenen Fußgängerwegen (trottoirs) und mehrspurigen Fahrstraßen. Die Gesamtbreite der Straßen beträgt mindestens dreißig Meter. Zusammengenommen bilden sie einen knapp drei Kilometer langen, halbkreisförmigen Bogen.
Im Westen beginnen die Grands Boulevards nördlich der Place de la Concorde mit der 282 Meter langen Rue Royale, die sich im Boulevard de la Madeleine fortsetzt. Es folgt der Boulevard des Capucines, der südlich der Opéra Garnier in den Boulevard des Italiens übergeht. Am nördlichsten Punkt beginnt der Boulevard Montmartre, gefolgt vom Boulevard Poissonnière und vom Boulevard de Bonne-Nouvelle bis zum alten Stadttor Porte Saint-Denis. Hier beginnt der kurze Boulevard Saint-Denis (210 m), der an der Porte Saint-Martin in den Boulevard Saint-Martin übergeht. Südlich der Place de la République folgen der Boulevard du Temple, der Boulevard des Filles-du-Calvaire und der Boulevard Beaumarchais, der an der Place de la Bastille endet.
Die Boulevards sind sehr belebt und verkehrsreich, unter den Anliegern sind zahlreiche Finanz-, Kultur- und staatliche Institutionen sowie viele Einzelhändler, Restaurants und Cafés. Berühmte Sehenswürdigkeiten sind das Café de la Paix (eröffnete am 5. Mai 1862), das Art-déco-Kino Le Grand Rex (8. Dezember 1932) oder das Olympia-Theater (12. April 1893). Teile der Grands Boulevards sind eine bedeutende Strecke für offizielle Umzüge. Der gesamte Verlauf der Grands Boulevards ist von verschiedenen Métrolinien unterführt. Es gibt insgesamt elf Stationen. Die Station Grands Boulevards am Boulevard Poissonnière wird von den Linien 8 und 9 bedient.